# Jaynagar Majilpur
Jaynagar Majilpur er en by og kommune, der er forstad til Kolkata i Vestbengalen i Indien.